# Большие Демиденки
Большие Демиденки — упразднённая деревня в Арбажском районе Кировской области России.

## География
Деревня находится в юго-западной части Кировской области, в зоне хвойно-широколиственных лесов, к северу от реки Шембети, на расстоянии приблизительно 19 километров (по прямой) к северо-северо-западу от посёлка городского типа Арбаж, административного центра района. Абсолютная высота — 125 метров над уровнем моря.

### Климат
Климат характеризуется как умеренно континентальный, с умеренно холодной снежной зимой и тёплым летом. Среднегодовая температура — 2 °C. Абсолютный минимум температуры воздуха самого холодного месяца (января) составляет −47 °C; абсолютный максимум самого тёплого месяца (июля) — 40 °C. Годовое количество атмосферных осадков — 527 мм, из которых 354 мм выпадает в период с апреля по октябрь.

## История
В «Списке населенных мест Вятской губернии по сведениям 1859—1873 годов» населённый пункт упомянут как казённая деревня Демидятская Котельничского уезда, расположенная при колодцах, в 62 верстах от уездного города. В деревне насчитывалось 6 дворов и проживало 105 человек (46 мужчин и 59 женщин).
В 1905 году в починке Демидятский, относившемуся к Сорвижской волости, имелось 15 дворов и проживало 135 человек (62 мужчины и 73 женщины). Население относилось к приходу Афанасьевского храма села Шембеть.
По данным переписи 1926 года имелось 27 хозяйств и проживало 134 человека (71 мужчина и 63 женщины). В административном отношении входила в состав Малодемидятского сельсовета Сорвижской волости Котельнического уезда.
По состоянию на 1 января 1950 года населённый пункт являлся частью Малодемиденского сельсовета Арбажского района. Числилось 19 хозяйств и проживало 68 человек. В 1978 году входила в состав Шембетского сельсовета. Упразднена 28 января 1987 года.